# Cujubim
Cujubim är en kommun i Brasilien.   Den ligger i delstaten Rondônia, i den centrala delen av landet, 1 700 km väster om huvudstaden Brasília. Antalet invånare är 15 873.
I omgivningarna runt Cujubim växer i huvudsak städsegrön lövskog. Runt Cujubim är det mycket glesbefolkat, med 2 invånare per kvadratkilometer.